# Port lotniczy Kuqa
Port lotniczy Kuqa (IATA: KCA, ICAO: ZWKC) – port lotniczy położony w Kuqa, w regionie autonomicznym Xinjiang, w Chińskiej Republice Ludowej.

## Linie lotnicze i połączenia
| Linia Lotnicza          | Kierunek                                                                                                   |
| ----------------------- | --- |
| Air China               | 1. Chengdu-Shuangliu                                                                                       |
| Chengdu Airlines        | 1. Altay 2. Aral 3. Bole 4. Hami 5. Karamay 6. Kaszgar 7. Xinyuan 8. Qiemo 9. Tumxuk 10. Turfan 11. Yining |
| China Eastern Airlines  | 1. Ningbo 2. Xi’an                                                                                         |
| China Express Airlines  | 1. Aksu 2. Altay 3. Hotan 4. Korla 5. Shihezi 6. Yining                                                    |
| China Southern Airlines | 1. Urumczi                                                                                                 |
| China United Airlines   | 1. Pekin-Daxing 2. Ordos                                                                                   |
| Hainan Airlines         | 1. Urumczi                                                                                                 |
| Qingdao Airlines        | 1. Qingdao-Jiaodong 2. Zhengzhou                                                                           |
| Tianjin Airlines        | 1. Urumczi                                                                                                 |